# Äfätli
Äfätli (azerbajdzjanska: Əfətli; tidigare ryska: Афатли Afatli) är en ort i Azerbajdzjan.   Den ligger i distriktet Ağdam, i den centrala delen av landet, 240 km väster om huvudstaden Baku. Äfätli ligger 207 meter över havet och antalet invånare är 2 322.